# Psicología de la clase social
La psicología de la clase social es una rama de la psicología social dedicada a comprender cómo la clase social afecta los pensamientos, sentimientos y comportamientos del individuo. Si bien la clase social ha sido durante mucho tiempo un tema de análisis en ámbitos como la sociología, las ciencias políticas, la antropología, la medicina y la epidemiología, su surgimiento dentro del campo de la psicología es mucho más reciente

## Definición de clase social
La clase social a menudo se define de manera inconsistente, o no se define en absoluto, dentro de las ciencias sociales. Las definiciones tienden a centrarse en las propiedades esenciales de la clase social (es decir, definiciones conceptuales) o en cómo se mide la clase social (es decir, definiciones operativas). Las definiciones conceptuales a menudo definen la clase social como una "identidad cultural que abarca tanto los recursos objetivos de una persona y su rango subjetivo en relación con los demás. Las definiciones operativas describen la clase social como un reflejo de la posición social de una persona, medida por los ingresos, la educación y la ocupación. Además, los términos clase social y estatus socioeconómico a menudo se usan indistintamente, ya que ambos tienden a centrarse en los recursos materiales o económicos de un individuo y en su posición social en relación con los demás.
Las definiciones de clase social también varían en la medida en que enfatizan los elementos objetivos o subjetivos de la clase social. Las definiciones objetivas tienden a centrarse en los ingresos, la educación y la ocupación y sugieren que se logra una clase social más alta al tener más dinero, tener más educación y tener un mayor prestigio ocupacional que otros. Alternativamente, las definiciones subjetivas se centran en el rango percibido de los individuos en relación con los demás, y sugieren que se logra una clase social más alta a través de la creencia de que se tiene un rango más alto que los demás porque "perciben que tienen más dinero, una educación más avanzada y/o una ocupación más prestigiosa que otros".
Si bien las definiciones de clase social siguen siendo inconsistentes, las definiciones en psicología social tienden a centrarse tanto en los elementos objetivos como en los subjetivos y, con mayor frecuencia, definen la clase social como una dimensión del yo y/o una identidad cultural "arraigada en recursos materiales objetivos y percepciones subjetivas de rango frente a otros.

## Mediciones
De manera similar a las definiciones de clase social, las mediciones de clase social tienden a enfocarse en las dimensiones objetivas y/o subjetivas de la clase.

### Mediciones objetivas
Las mediciones de clase social objetivas en psicología se han centrado principalmente en la educación, los ingresos y/o la ocupación. El logro educativo se considera a menudo como una "puerta de entrada" a una clase social superior y, por lo tanto, se considera con frecuencia como la medida más fundamental de la clase social. Por ejemplo, la educación avanzada conduce a un aumento de los ingresos y acceso a redes profesionales. Alguien con un título universitario de cuatro años ganará el doble de dinero en su vida que alguien con un título de secundaria. Sin embargo, los ingresos proporcionan la evaluación más directa del acceso de las personas a los bienes materiales (por ejemplo, comida, ropa y vivienda) y también predicen una serie de variables psicológicas como el bienestar, la confianza social, la personalidad, y el comportamiento prosocial. La ocupación de uno también proporciona importantes señales de la clase social. En psicología, la ocupación se mide con mayor frecuencia en forma de prestigio ocupacional, o la admiración y el respeto que se le da a un trabajo en particular en la sociedad. Por ejemplo, los trabajos con mayor prestigio ocupacional tienden a ser más admirados y respetados dentro de la sociedad, y a menudo son ocupados por personas con altos niveles de educación y generalmente vienen acompañados con salarios más altos (por ejemplo, abogados, médicos). Alternativamente, las ocupaciones con menor prestigio tienden a ser menos admiradas y respetadas en la sociedad, se pagan con menos dinero y con frecuencia son ocupadas por personas con menos educación (por ejemplo, trabajadores de la construcción, conserjes).

### Mediciones subjetivas
Si bien las mediciones objetivas como la educación, los ingresos y la ocupación son índices importantes de la clase social, se ha descubierto que las percepciones subjetivas de las personas sobre dónde se sienten en relación con los demás afectan el funcionamiento psicológico más allá de las mediciones objetivas. La Escala de Estado Social Subjetivo de MacArthur Archivado el 7 de mayo de 2021 en Wayback Machine. es la medida más utilizada del rango de clase social en relación con los demás. En esta medida, se pide a las personas que se ubiquen en una escalera con 10 peldaños que representan niveles ascendentes de ingresos, educación y ocupación:
" Piense en esta escala como una representación de la posición de la gente en su país.
En la parte superior de la escala están las personas que están en mejor situación: las que tienen más dinero, más educación y los trabajos más respetados. En la parte inferior están las personas que están en peor situación: las que tienen menos dinero, menos educación y los trabajos menos respetados o ningún trabajo. Cuanto más alto esté en esta escalera, más cerca estará de las personas en la parte superior; cuanto más bajo esté, más cerca estará de las personas que se encuentran en el fondo.
¿Dónde te colocarías en esta escala?
Coloque una "X" grande en el peldaño donde cree que se encuentra en este momento de su vida, en relación con otras personas en su país"
Esta medida también se puede adaptar fácilmente para reflejar las clasificaciones relativas entre la comunidad local o los subconjuntos de la sociedad. La investigación que utiliza las escalas a nivel local y social demuestra que las percepciones subjetivas de la clase social de uno en relación con los demás son dimensiones importantes y diferentes de la clase social.

## Investigación

### La clase social como identidad cultural
En la primera oleada de investigación sobre la psicología de la clase social, las clases sociales fueron concebidas como una forma de identidad cultural. En este sentido, los individuos llegan a encarnar los pensamientos, sentimientos y comportamientos específicos de su clase a través de normas, valores y expectativas aprendidas que comparten otras personas con antecedentes de clases sociales similares. Estas normas, valores y expectativas se expresan luego a través de prácticas culturales como el consumo de alimentos, el gusto por el arte y la música, el lenguaje, la vestimenta y las formas de expresarse y adaptarse a los demás.
El primer relato teórico que postula la clase social como una identidad cultural, sostiene que la clase social refleja algo más que los recursos materiales que poseen los individuos, y que los recursos objetivos dan forma a las prácticas y comportamientos culturales del individuo que señalan la clase social. Los individuos muestran sus recursos objetivos (por ejemplo, logros educativos, riqueza/ingresos familiares y prestigio ocupacional) a través de señales relacionadas con la clase (por ejemplo, símbolos de riqueza, educación u ocupación, preferencias estéticas y comportamiento social). A través de estas señales relacionadas con la clase, los individuos proporcionan la información necesaria para comparar su propia clase social con la de los demás. Estas comparaciones separan a las personas en diferentes categorías de clases sociales que se convierten en la base para la comprensión subjetiva del individuo de su rango de clase social frente a otros y conducen a diferentes resultados psicológicos y de comportamiento para individuos de clase social baja versus alta.

### Concepciones de uno mismo
Apoyando la idea de que la clase social es una identidad cultural, más allá de las diferencias en los recursos estructurales y las habilidades individuales, las personas de orígenes de clases sociales más bajas también experimentan barreras culturales que mantienen las disparidades de clase sociale. Por ejemplo en los Estados Unidos, diferentes contextos de clases sociales fomentan diferentes modelos culturales del yo.
Debido a la menor cantidad de recursos financieros, mayores limitaciones ambientales y menos oportunidades de elección, los contextos de clase trabajadora o de clase social baja tienden a fomentar un modelo interdependiente del yo. Para navegar eficazmente en estos contextos, las personas de clase social baja deben depender de otros y trabajar junto con ellos para obtener ayuda y apoyo material. En contraste, los contextos de clase media o de clase superior brindan un mayor acceso al capital económico y más oportunidades de elección, fomentando un modelo independiente de uno mismo. Para ser eficaces en estos contextos, se debe aprender a influir en los demás, desafiar el statu quo y expresar sus propios intereses personales.
Aunque ambos modelos del yo pueden ser muy útiles, las instituciones (por ejemplo, la educación superior) tienden a priorizar la independencia como el ideal cultural. En la educación superior, posiblemente una de las puertas de entrada más importantes a la movilidad social, los administradores y educadores formulan un modelo independiente de sí mismos al hacer suposiciones sobre cómo los estudiantes deben estar motivados y aprender e interactuar con los demás. Se espera que los estudiantes expresen sus preferencias personales, allanen sus propios caminos y desafíen las normas y las reglas. Las investigaciones sugieren que cuando las personas de la clase trabajadora ingresan en instituciones que dan prioridad a la independencia, se enfrentan a un desajuste cultural. Experimentar un desajuste cultural puede hacer que las personas con antecedentes de clase trabajadora se sientan incómodas al adoptar los comportamientos independientes necesarios para obtener acceso a las instituciones de ascenso social. Por ejemplo, es poco probable que los estudiantes con antecedentes de clase trabajadora se postulen para universidades selectivas, ya que se sienten incómodos al separarse de sus familias y comunidades, y son más reacios a seguir caminos hacia el poder organizacional cuando hacerlo requiere un comportamiento egoísta. . Incluso cuando estos estudiantes obtienen la admisión en estas instituciones, el desajuste cultural al que se enfrentan puede obstaculizar su oportunidad de tener éxito. Cuando las normas culturales de los individuos no se incluyen en las instituciones, se sienten incómodos y con menos frecuencia rinden al máximo de su potencial. Además, mostrar comportamientos interdependientes como la humildad, en lugar de comportamientos independientes como la confianza, conduce a evaluaciones de evaluación más negativas.

### Relacionarse con los demás
Las concepciones del yo también provocan formas específicas de la clase de relacionarse con los demás. Las normas interdependientes de los contextos de clases sociales bajas tienden a generar una mayor capacidad de respuesta social, lo que lleva a las personas de entornos de clases sociales bajas a comprender con mayor precisión las emociones de los demás y a participar en un comportamiento más prosocial. Por ejemplo, los individuos de clase alta tienden a mostrar más signos de desconexión y menos signos de compromiso que sus contrapartes de clase baja durante las interacciones con extraños (CITE Kraus & Keltner, 2009). Los individuos de clases sociales más bajas también tienden a percibir las emociones de las personas con mayor precisión porque prestan mayor atención a las señales contextuales. Además, las personas con ingresos familiares más bajos tienden a donar una mayor proporción de su salario a organizaciones benéficas que las personas de hogares con ingresos más altos y es más probable que se comporten de manera prosocial con los demás. La investigación sugiere además que, en comparación con los individuos de clases sociales más altas, los de clases sociales más bajas tienen valores más igualitarios, es más probable que ayuden a un extraño en peligro y confíen más en los demás.

## Relación con otros aspectos personales

### Poder y estatus
Investigaciones recientes han tratado de distinguir la clase social de otras dimensiones de la jerarquía, como el poder, o el "control relativo de una persona sobre los recursos y la capacidad para influir en otros, y el estatus, o "el nivel de respeto y admiración de los demás. " Aunque la evidencia empírica interrelacionada sugiere que la clase social, medida tanto objetiva como subjetivamente, no se puede reducir al poder o al estatus y que las correlaciones entre la clase social y el poder y el estatus son pequeñas o moderadas.

### Clase social y salud mental
La clase social puede tener un impacto significativo en la salud mental. Se sabe que existe una mayor concentración de enfermedades mentales entre las personas de clases sociales más bajas. Muchos sugieren que esto se debe al aumento de los factores estresantes de vivir en una clase baja. Ejemplos de estos factores de estrés podrían ser un lugar de residencia inestable, inseguridad alimentaria, falta de acceso a recursos importantes, deudas, etc. 

### Raza, etnia y género
La clase social se ha relacionado con otras categorías sociales basadas en el estatus que también afectan las concepciones del yo y cómo los individuos se relacionan con los demás. Por ejemplo, de manera similar a ser de clase social baja, ser mujer (en comparación con ser hombre) tiende a promover normas más interdependientes para relacionarse con los demás y las minorías raciales de estatus inferior tienden a exhibir más normas relacionales en comparación con miembros de la mayoría racial. La clase, la raza y el género también tienen efectos similares en el sentido de pertenencia de las personas a las instituciones académicas. Los estudiantes de clases sociales más bajas tienden a experimentar una mayor ansiedad por confirmar los estereotipos negativos sobre su clase social cuando una prueba se enmarca como un diagnóstico de capacidad y, como resultado, inevitablemente obtienen un peor resultado. Esto es paralelo a la investigación sobre el papel de la amenaza de los estereotipos en el desempeño de las minorías raciales y las mujeres en los entornos académicos.
Además, la clase social está en gran parte entrelazada con las representaciones mentales de otras categorías de identidad (es decir, la raza). Por ejemplo, los negros son a menudo estereotipados como poco inteligentes, perezosos y deshonestos, mientras que los blancos son estereotipados como inteligentes, motivados y productivos. Un análisis más detallado de los estereotipos basados en la identidad revela una superposición directa entre los estereotipos asociados con ser negro y ser pobre (p. Ej., poco inteligente), y los asociados con ser blanco y ser rico (p. Ej., competente).  Estos estereotipos juegan un papel fundamental en la forma en que las personas interpretan y categorizan a las otras personas. Por ejemplo, los observadores tienden más a categorizar a una persona de raza ambigua como negra cuando el individuo usa ropa de bajo estatus y como blanco cuando el individuo usa ropa de alto estatus. Además, las representaciones mentales de personas de clase social baja tienden a ser de personas negras, mientras que las representaciones mentales de personas de clase social alta tienden a ser de personas blancas.